# Fortalesa de Belixe
La Fortalesa de Belitxe és una fortificació que domina la platja de Belixe Velho  (Belitxe Vell), al Cap de Sant Vicent, a la vila de Sagres a l'Algarve portuguès.
No se sap amb exactitud la data en què es va erigir, però la construcció s'entén en el marc de les necessitats del segle xvi de plantejar defenses davant la pirateria a les costes. Va ser arruïnada per l'atac, el 1587, del corsari britànic Francis Drake (1543-1596).
El monument actual es remunta al segle xvii, quan va ser reconstruïda, a partir de 1632, per ordre de Felip IV de Castella (1621 - 1640) (Felip III de Portugal). Va patir molts danys pel terratrèmol de 1755, després del qual va ser progressivament abandonat.
Actualment s'hi poden apreciar encara romanents de la muralla original, bateries i búnquer és restaurats, així com la Capella de Santa Catarina, a l'ala oriental de la fortalesa, els orígens es remunten a una donació d'Enric el Navegant (1394 - 1460) poc abans de morir, i el retaule, d'estil barroc, va ser traslladat però a la veïna Fortalesa de Sagres, on va ser inserida a l'Església de la Mare de Déu de la Gràcia.